# 遠國奉行
遠國奉行是江戶幕府的職稱之一。設置在江戶以外的幕府直轄領（天領）內之要地，掌管該地政務之奉行。

## 概要
遠國奉行是京都町奉行、大坂町奉行、駿府町奉行之各町奉行和伏見奉行、佐渡奉行、長崎奉行、堺奉行、山田奉行、奈良奉行、日光奉行、浦賀奉行、下田奉行、新潟奉行、箱館奉行、神奈川奉行、兵庫奉行之各奉行的總稱。伏見奉行由大名擔任，其他由旗本擔任。
老中之支配下，芙蓉間詰諸大夫役。役高依任地由1000石至2000石不等，也有支給役料者。
遠國奉行之管轄地稱為奉行知行所。慶應4年／明治元年（1868年）江戶幕府被推翻，明治政府在江戶等地設置府。至明治4年（1871年）廢藩置縣之間，除江戶府（後更名東京府）、大阪府、京都府之外的箱館府、神奈川府、越後府、新潟府、度會府、奈良府、長崎府的各府改為縣。

## 京都町奉行
老中之支配下，因任地的關係，在京都所司代指揮下執行職務。京都町政之外，也掌管畿内天領及寺社領之支配，所以形同兼管寺社奉行、勘定奉行、町奉行之三奉行的職務。定員2名，設置東西2奉行所。役高1500石、役料現米600石。配下有與力20騎和同心50人。

## 大坂町奉行
定員2名，設置東西2奉行所。役高1500石、役料現米600石。配下有與力30騎・同心50人。

## 駿府町奉行
駿府町政之外，主要負責駿河國內天領的公事方。與駿府城代協議，負責監視通行駿府的諸大名諸士、駿河或伊豆之裁判仕置、久能山東照宮之警衛。

## 長崎奉行
長崎町政之外，也負責對荷蘭貿易之事務。役高1000石、役料440俵。配下有與力10騎、同心15人。

## 下田奉行・浦賀奉行
下田奉行負責伊豆下田港之警備、船舶監督、貨物檢査、當地民政。定員1～2名。役高1000石、役料1000俵。

## 山田奉行
也稱作伊勢奉行、伊勢町奉行、伊勢郡代、伊勢山田奉行、伊勢山田町奉行。負責伊勢神宮之守護・營造修理和祭禮、遷宮、門前町之支配、伊勢、志摩內之訴訟，鳥羽港之警備、船舶檢査等事務。
定員1～2名。役高1000石、役料1500俵。配下有與力6騎・同心70人・水主40人。

## 奈良奉行
設置目的為興福寺、東大寺等南都大寺院之監視和門前町（奈良町・奈良北町）之支配。也稱作南都町奉行。老中之支配下，但在京都所司代指揮下執行職務，主要任務是春日大社之警衛和神事。
定員1～2名。役高1000石、役料700俵。配下有與力7騎和同心30人、牢番1人。奉行所設置在現在的奈良女子大學校地內。

## 堺奉行
統治堺及和泉、河內兩國之天領。定員1名。役高1000石、役料現米600石。配下有與力10騎和同心50人。

## 佐渡奉行
負責佐渡金山之支配。定員1名。役高1000石、役料1500俵100人扶持。配下有與力30騎和同心70人。

## 箱館奉行（松前奉行）
負責蝦夷地之行政、防衛。幕末時也負責開港地箱館之對外事務。

## 新潟奉行
天保14年（1843年）設置，目的為日本海交通要衝的新潟港之管理。
負責新潟之民政、出入船舶之監視、密貿易之取締、海岸警備、海防強化。老中之支配下，役高1000石、役料1000俵。定員1名。

## 羽田奉行
天保13年（1842年）設置，目的為對外國船來航江戶灣之防禦，2年後廢止。
管理羽田（今東京都大田區）之港灣、船舶。役高1000石、役料500俵。

## 清水奉行
元和7年（1621年）設置。負責駿河灣之警衛，配下有水主50人。
元祿9年（1696年）廢止，清水奉行之職務由駿府町奉行繼承。

## 兵庫奉行
負責兵庫港之對外事務。役高1000石、役料現米600石。